# ميخائيل أوليري (شاعر)
ميخائيل أوليري (بالإنجليزية: Michael O'Leary)‏ هو شاعر نيوزيلندي، ولد في 1950.

## وصلات خارجية
- ميخائيل أوليري على موقع ميوزك برينز (الإنجليزية)